# Sarirejo (Pati)
Sarirejo is een bestuurslaag in het regentschap Pati van de provincie Midden-Java, Indonesië. Sarirejo telt 4608 inwoners (volkstelling 2010).